# Messor (formiga)
|  | No s'ha de confondre amb Messor (cràter). |

Messor és un gènere de formigues de la subfamília dels mirmicins (Myrmicinae). Té una distribució holàrtica i tropical, incloent-hi la península Ibèrica. Inclou Messor barbarus, una de les formigues mes freqüents als Països Catalans.

## Espècies
El gènere Messor inclou 131 espècies; a la península Ibèrica hi viuen les 10 següents:
- Messor barbarus (Linnaeus, 1767)
- Messor bouvieri Bondroit, 1918
- Messor capitatus (Latreille, 1798)
- Messor celiae Reyes, 1985
- Messor hispanicus Santschi, 1919
- Messor lobicornis Forel, 1894
- Messor lusitanicus Tinaut, 1985
- Messor marocanus Santschi, 1927
- Messor structor (Latreille, 1798)
- Messor timidus Espadaler, 1997